# Sinfonía vapor

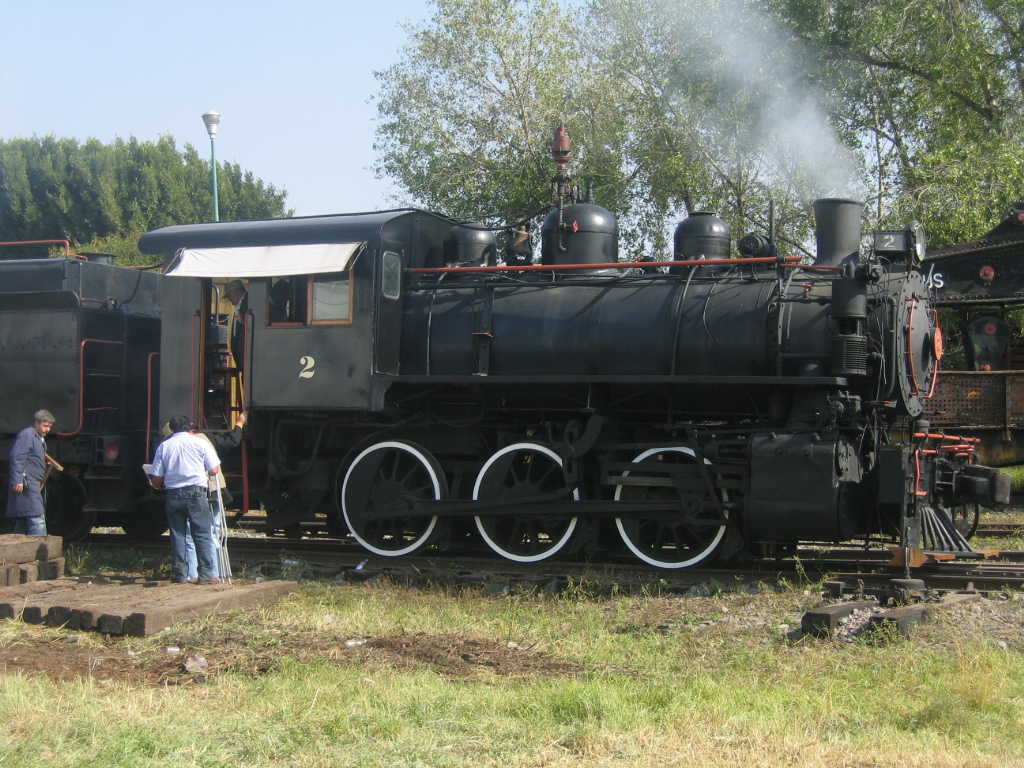
Locomotora durante el concierto Sinfonía a Vapor de Melesio Morales, en el Museo Nacional de los Ferrocarriles Mexicanos, Puebla

La Sinfonía vapor es una composición orquestal para orquesta sinfónica, banda de alientos y trenes, del compositor mexicano Melesio Morales. Fue compuesta en 1869, en el contexto de la conmemoración de la inauguración de la Estación del Ferrocarril Mexicano en Puebla.

## Contexto histórico
Durante el contexto de las celebraciones del aniversario de la Independencia de México, y la inauguración de un ramal del ferrocarril que llegaría a la ciudad de Puebla, el presidente en ese entonces, Benito Juárez, realizó un viaje en tren a la recién construida Estación del Ferrocarril. Para las conmemoraciones se le encargaron a Melesio Morales, recién llegado de su exitoso viaje a Europa, dos composiciones, entre ellas la Sinfonía vapor.

## Sobre la obra
La obra de Morales lleva diversos títulos. El manuscrito de la obra tiene anotado el título "Vapor-Morales, sinfonía para orquesta y banda militar". En una versión para piano, bajo la edición de H. Nagel, aparecía como "Locomotora Morales. Fantasía imitativa en forma de obertura". En algunas noticias de la época, el título se publicó como "Locomotiva Morales", y en otras como "El Ferrocarril".
La composición es una obra orquestal descriptiva y de carácter evocativo.

## Concurso Melesio Morales
Para conmemorar la inauguración de la Estación del Ferrocarril Mexicano de Puebla, y el estreno de Sinfonía Vapor, el Centro Nacional para la Preservación del Patrimonio Cultural Ferrocarrilero organiza cada año un concurso de composición para obras para orquesta sinfónica con tema ferroviario, con el título Concurso Melesio Morales, en cuyo estreno también se interpreta Sinfonía vapor y otras obras de compositores mexicanos con tema ferroviario. El festival comenzó en el año 2004.
En 2005, la pieza ganadora fue Máquina férrea. Tocata ferrocarrilera de Leonardo Coral. Durante el estreno también se interpretaron Música para charlar de Silvestre Revueltas, Las cuatro estaciones, de Arturo Márquez y Sinfonía vapor de Morales. Estas obras se tocaron en Puebla y en otras estaciones ferroviarias de México, como Veracruz, Aguascalientes y San Luis Potosí.